# 韋西 (密蘇里州)
韋西（英語：Vessie）是位於美國密蘇里州費爾普斯縣的鬼鎮。

## 歷史
韋西的郵局於1909年設立，其後於1945年停運。

## 地理
韋西所處的海拔為高於海平面323米（即1060英呎），而該地所採用的時區為UTC-6，即北美中部時區（CST）。同時該地設有夏令時間，為UTC-6調快一小時，即UTC-5（CDT）。